# Ginger beer

Bundaberg Ginger Beer, en alkoholfri ingefärsbrygd.

Ginger beer (oftast "ingefärsöl" på svenska) är en dryck bestående av sockerlösning och ingefära.
Lösningen får jäsa i försluten flaska, varvid den blir kolsyrad. Ginger beer kan även framställas på samma sätt som mineralvatten, nämligen genom att kolsyra pressas in i en blandning av vatten, alkohol, socker och ingefära.